# Федери (Хунедоара)
Федери (рум. Federi) насеље је у Румунији у округу Хунедоара у општини Пуј. Oпштина се налази на надморској висини од 661 m.

## Становништво
Према подацима из 2002. године у насељу је живело 339 становника, од којих су сви румунске националности.